# وانزوورث
longitudeوانزوورثlatitudeوانزوورث
وانزوورث (به انگلیسی: Wandsworth، تلفظ: ‎/ˈwɒnzwərθ/‎) یک ناحیه در لندن است که در منطقه واندزوورث لندن واقع شده‌است.

## خصوصیات
وانزوورث ۶۱٬۵۹۴ نفر جمعیت دارد.